# Keulse Oorlog
De Keulse Oorlog (Duits: Truchsessischer Krieg, Kölnischer Krieg of Kölner Krieg) was een godsdienstoorlog in het Keurvorstendom Keulen die duurde van 1583 tot 1588.
Het conflict ontstond door de poging van de in 1582, vooral ter wille van het huwelijk met zijn protestantse minnares Agnes van Mansfeld calvinistisch geworden, Keulse aartsbisschop Gebhard Truchsess van Waldburg-Trauchburg om Keulen van een katholiek aartssticht om te vormen tot een protestants hertogdom. Hij werd daarbij gesteund door troepen uit de Palts en uit Nederland. Het naburige Graafschap Meurs, geleid door graaf Adolf van Nieuwenaer, die door vererving ook o.a. Bedburg met het bijbehorende Garsdorf had verworven, steunde de protestantse ex-bisschop. Zijn katholieke tegenstander en opvolger als aartsbisschop van Keulen Ernst van Beieren kreeg steun van Spaanse en Beierse legereenheden. Er vond onder andere nabij Krefeld in 1583 een Slag bij Hüls, een belegering en inname van Bedburg in 1584 en in 1585 een Slag bij Terborg plaats. De lutherse vorsten elders in Duitsland steunden Gebhard niet. De katholieken behaalden in de Keulse Oorlog de overwinning en wisten zo de positie van het Heilige Roomse Rijk te verstevigen.
Op 26 juli 1586 werd een groot gedeelte van de stad Neuss, destijds een protestants bolwerk in het Keurvorstendom Keulen, vernietigd door het Leger van Vlaanderen, het leger van de Spaanse Koning in de Spaanse Nederlanden. Deze gebeurtenis is de geschiedenisboeken ingegaan als het Bloedbad van Neuss. Dergelijke oorlogsmisdrijven vonden overigens vaker plaats in deze contreien, waaronder in Deutz, Junkersdorf, Rheinberg, Linz am Rhein (in Rijnland-Palts) en Uerdingen. Zulke steden wisselden ook geregeld van bezetting.

## Afbeeldingen

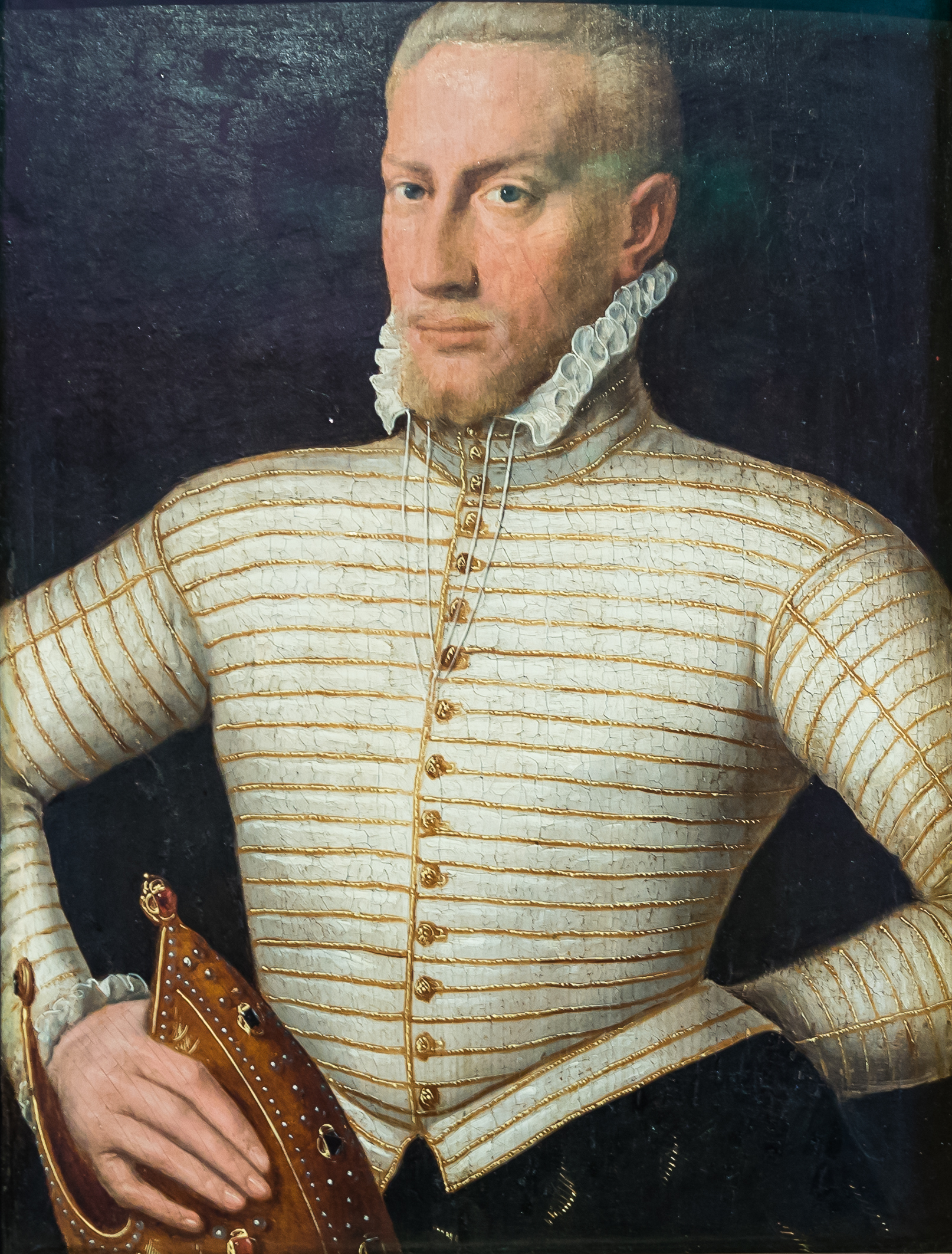
Aartsbisschop Gebhard Truchsess von Waldburg-Trauchburg
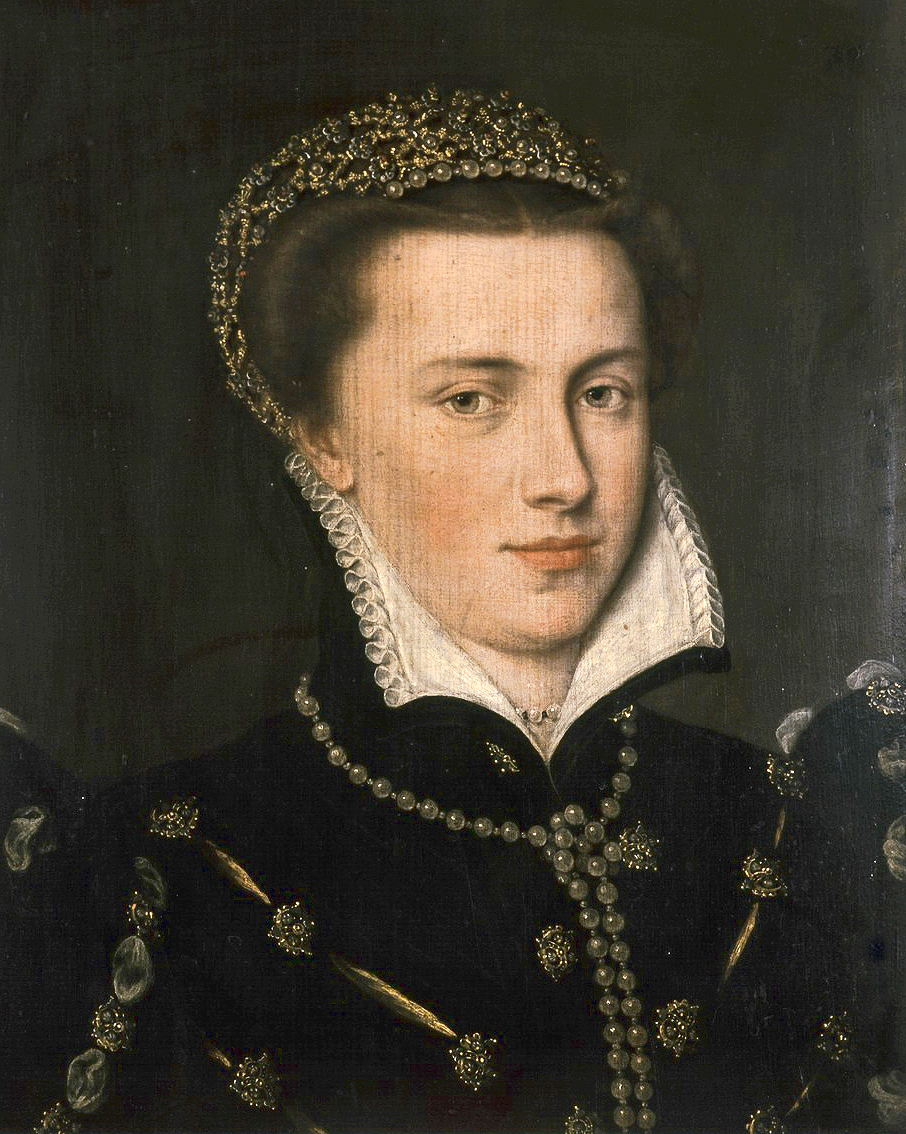
Gebhards minnares en later echtgenote, gravin Agnes von Mansfeld (1551-1637)